# 托坎廷斯河似鼠甲鯰
托坎廷斯河似鼠甲鯰，為輻鰭魚綱鯰形目甲鯰科的其中一種，為熱帶淡水魚，分布於南美洲巴西托坎廷斯河下游流域，體長可達9.3公分，棲息在底層水域，生活習性不明。

## 扩展阅读
維基物種上的相關：托坎廷斯河似鼠甲鯰